# Massoud Fouroozandeh
Massoud Fouroozandeh (født 1970) er uddannet cand.theol. fra Århus Universitet i 2010 og daglig præst i valgmenigheden Church of Love. Han flygtede i 1986 fra Iran for at undgå militærtjeneste og konverterede senere til kristendommen. Han har indtil videre udgivet bøgerne "Den forbudte frelse", "Islam og Kristendom, ligheder og forskelle", "Global Jihad", "Moskeernes mange ansigter", "Den forbudte dåb" og "Koranens dilemma - sociologisk".

## Opvæksten og ankomst til Danmark
Massouds far var meget religiøs og var en af arkitekterne til revolutionen i 1979, da ayatollah Khomeini, som faren senere blev sikkerhedschef for, kom til magten. Da muslimske Massoud var 15 år, flygtede han fra Iran i forbindelse med Iran-Irak-krigen, da det iranske præstestyre rekrutterede drenge helt ned til 12-13 år. Han flygtede så og landede til sidst i Danmark, hvor hans mor senere blev familiesammenført med ham. I Danmark konverterede Massoud til kristendommen og lever som kristen præst i Odense.

## Trusler fra religiøse muslimer
På grund af sit frafald fra islam, og fordi det i islam er en dødssynd at forlade troen, har Massoud fået trusler i så høj grad, at han er blevet tvunget til at flytte fra Vollsmose til en hemmelig adresse. Indtil 2015 havde han døbt over 600 muslimer, hvilket også har givet ham mange fjender. Han har oplevet overfald og går altid med en alarm i lommen.
Massoud mener, at chikane af kristne med mellemøstlig baggrund er et overset problem i Danmark, der især rammer de omkring 1000 nydanskere og asylsøgere, og han har udtalt, at: ”Situationen er blevet værre i takt med, at vi har fået flere konvertitter og samtidig flere flygtninge fra fundamentalistiske regimer,”